# Musée d'histoire de Chicago
Le musée d'histoire de Chicago (en anglais : Chicago History Museum ; anciennement la Chicago Historical Society), est un musée fondé en 1856 à Chicago dans le quartier de Lincoln Park au coin de Clark Street et de North Avenue près du zoo de Lincoln Park. Il rassemble des costumes, des peintures, des sculptures et des photographies sur l'histoire de la ville et du pays. En plus de ses expositions, le musée abrite une bibliothèque, ouverte au public.

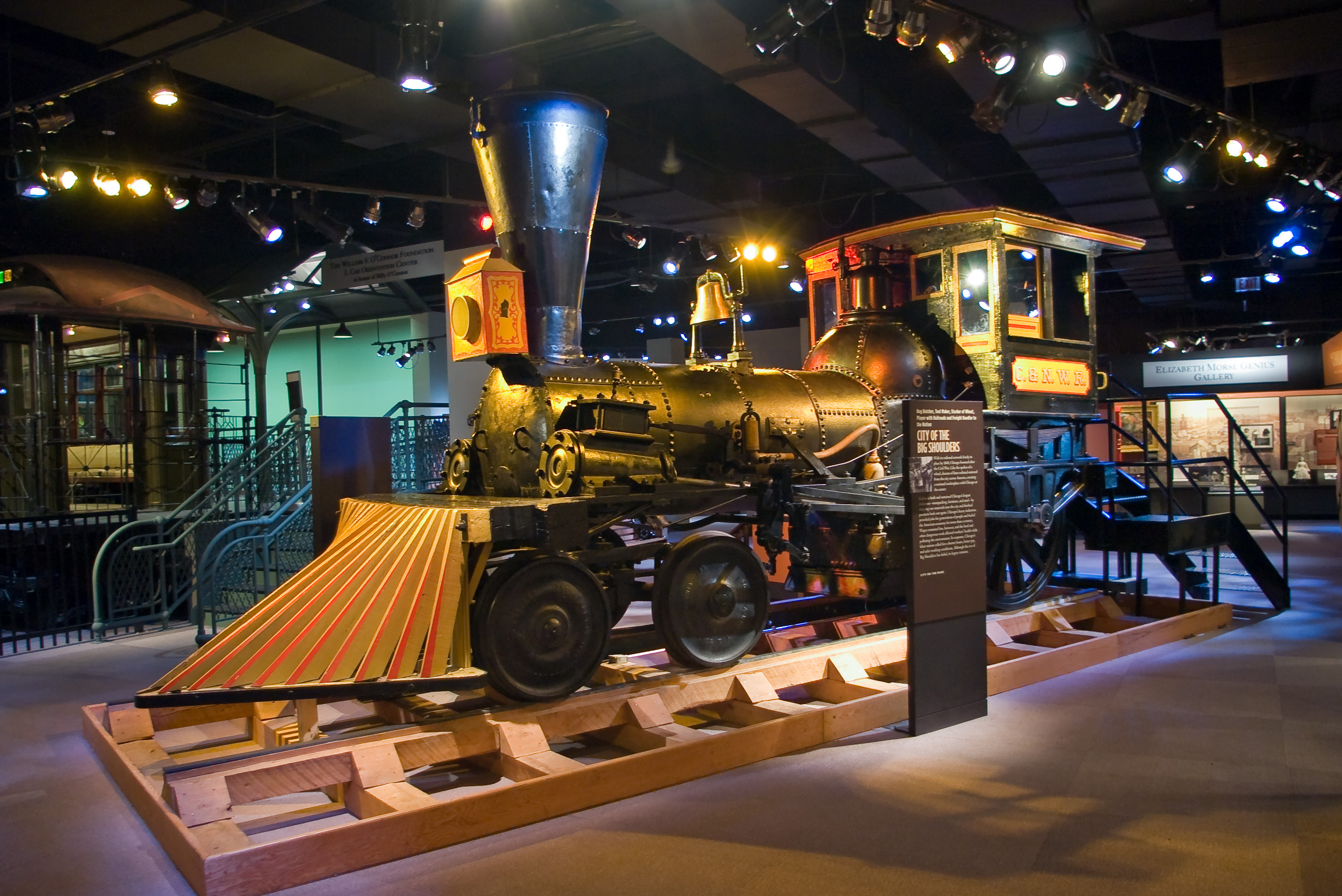
La première locomotive de Chicago est exposée au musée.

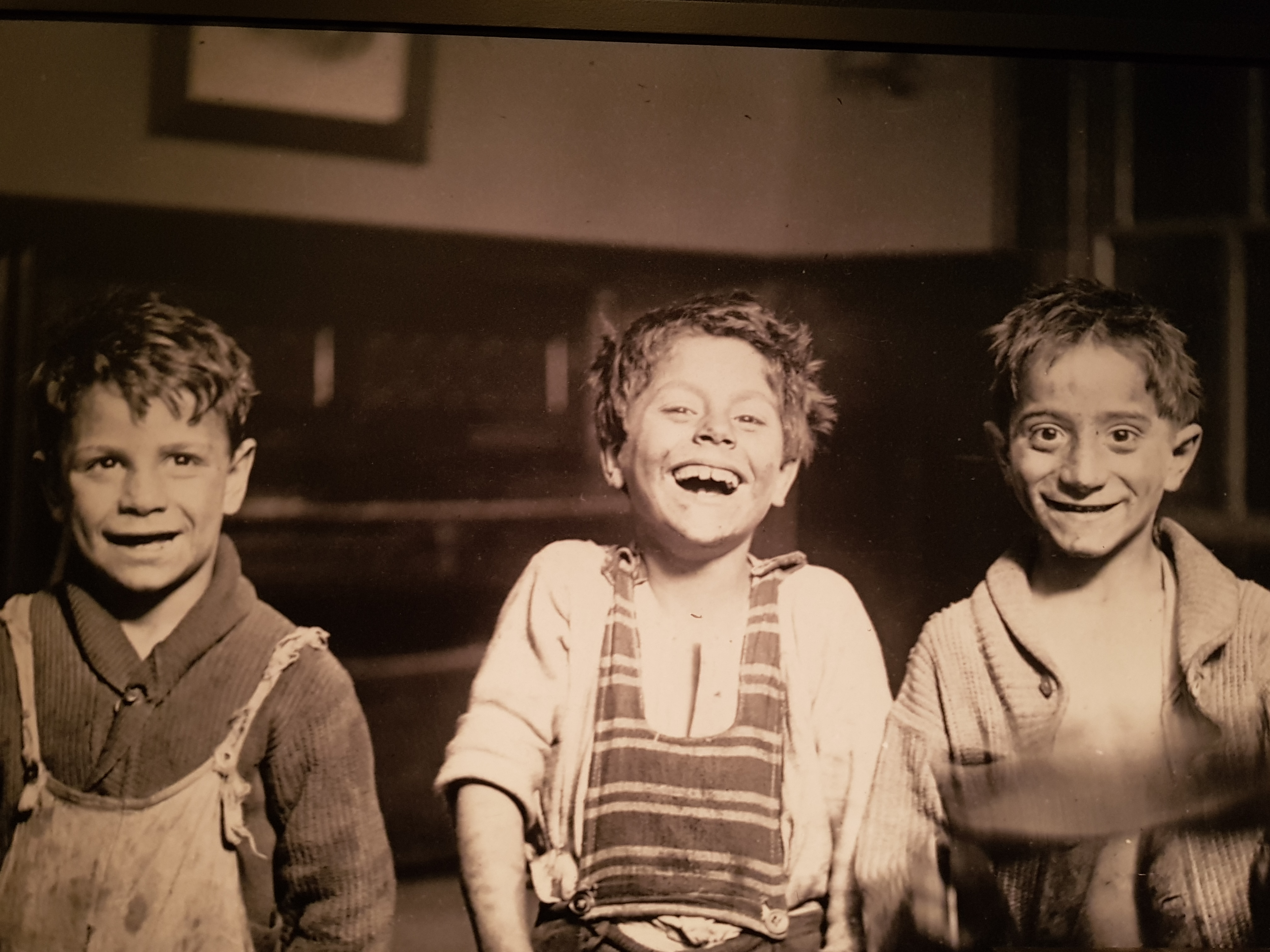
Enfants des quartiers pauvres de la ville vers 1900 (Collections du Musée).

De nombreuses collections assemblées à la création du musée (Former Chicago Historical Society Building) furent détruites lors du grand incendie de Chicago en 1871 mais, comme la ville, le musée renaquit de ses cendres. Parmi les documents qui furent brûlés, on peut citer l'original de la Proclamation d'émancipation signée de la main d'Abraham Lincoln.
Après l'incendie, la Société historique de Chicago recommença sa collecte d'objets, qu'elle entreposa dans le Scammon Building jusqu'à ce que le bâtiment et son contenu soient détruits par un incendie en 1874. La Société fit alors construire un bâtiment conçu pour résister au feu, sur le site que son musée occupait avant 1871. Le nouveau bâtiment fut ouvert au public en 1896. L'actuel musée fut quant à lui construit en 1932. Douze ans plus tard, la Société fit l'acquisition de la très grande collection de Charles F. Gunther.